# 36 Dywizjon Rakietowy Obrony Powietrznej (3 BROP)

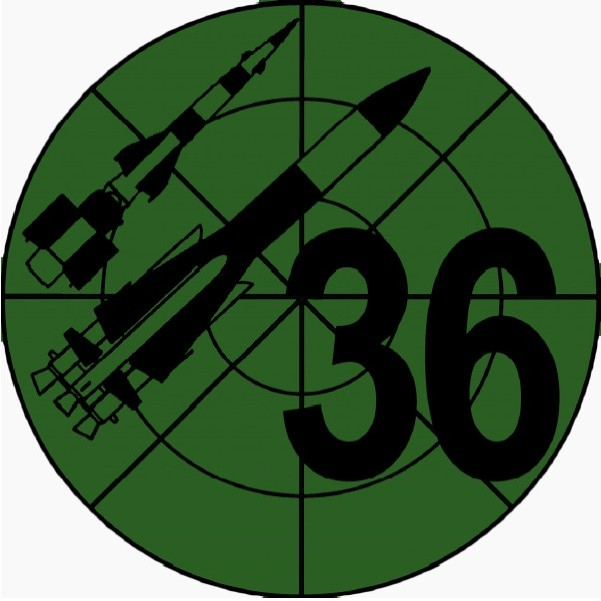
Oznaka rozpoznawcza 36 dr OP

36 dywizjon rakietowy Obrony Powietrznej (36 dr OP) – pododdział SZ RP, sformowany w 2011 w Mrzeżynie, podlega dowódcy 3 Warszawskiej Brygady Rakietowej Obrony Powietrznej.
W skład środków bojowych dywizjonu weszły trzy przeciwlotnicze zestawy rakietowe Newa-SC, zestaw PSR-A Pilica i bateria techniczna.

## Tradycje
Decyzją Nr 459/MON Ministra Obrony Narodowej z dnia 8 grudnia 2011 36 dywizjon rakietowy Obrony Powietrznej
- przejmuje i z honorem kultywuje dziedzictwo tradycji:
  - 41 dywizjonu rakietowego Obrony Powietrznej (1969-2008),
  - 71 dywizjonu rakietowego Obrony Powietrznej (1974-2008),
  - 78 pułku rakietowego Obrony Powietrznej im. gen. broni Władysława Andersa (1985-2011);
- przejmuje sztandar rozformowanego 78 pułku rakietowego Obrony Powietrznej im. gen. broni Władysława Andersa;
- Ustanawia się doroczne święto 36 dywizjonu rakietowego Obrony Powietrznej w dniu 30 września[1].

Decyzją Nr 278/MON Ministra Obrony Narodowej z dnia 8 października 2013 wprowadzono oznakę rozpoznawczą dywizjonu.
Decyzją Nr 44/MON Ministra Obrony Narodowej z dnia 12 lutego 2014 wprowadzono odznakę pamiątkową dywizjonu.

## Uzbrojenie
- S-200 C Wega – 1 zestaw
- S-125 Newa SC – 2 zestawy[4]

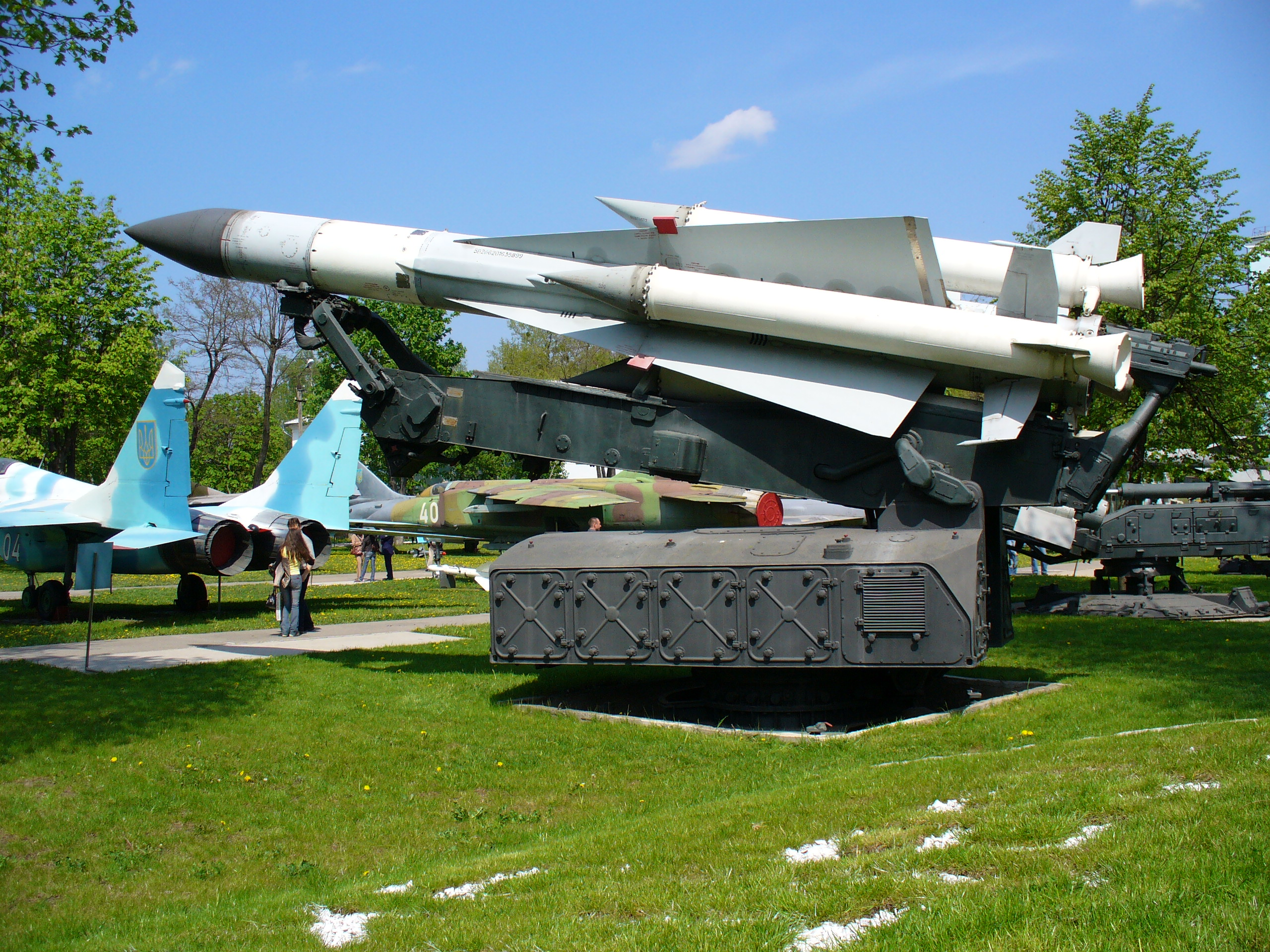
S-200C Wega
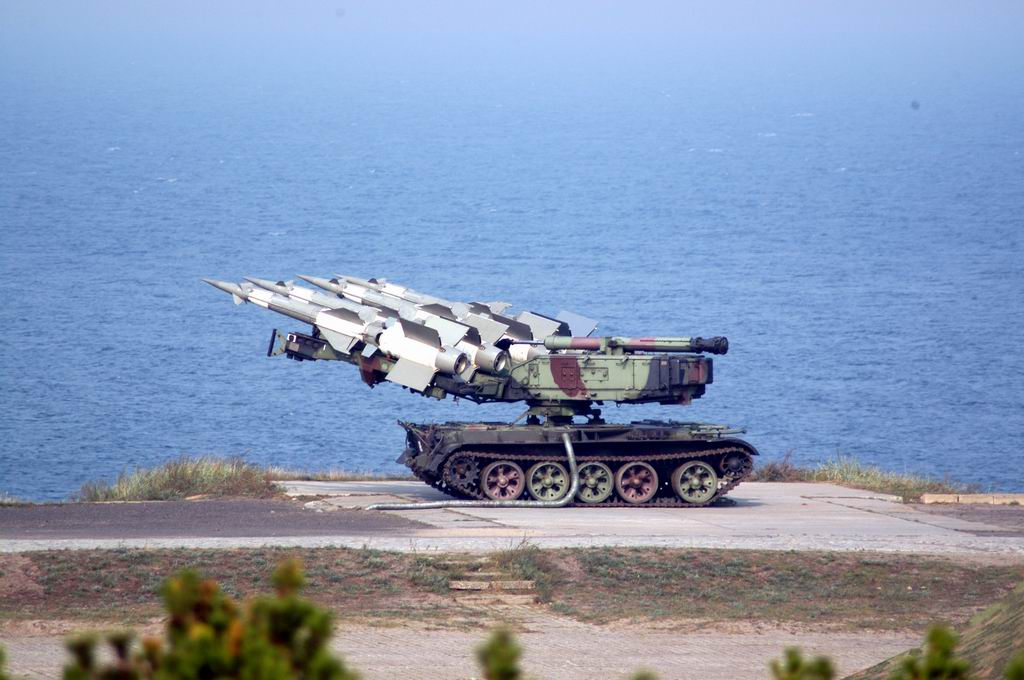
S-125 Newa SC
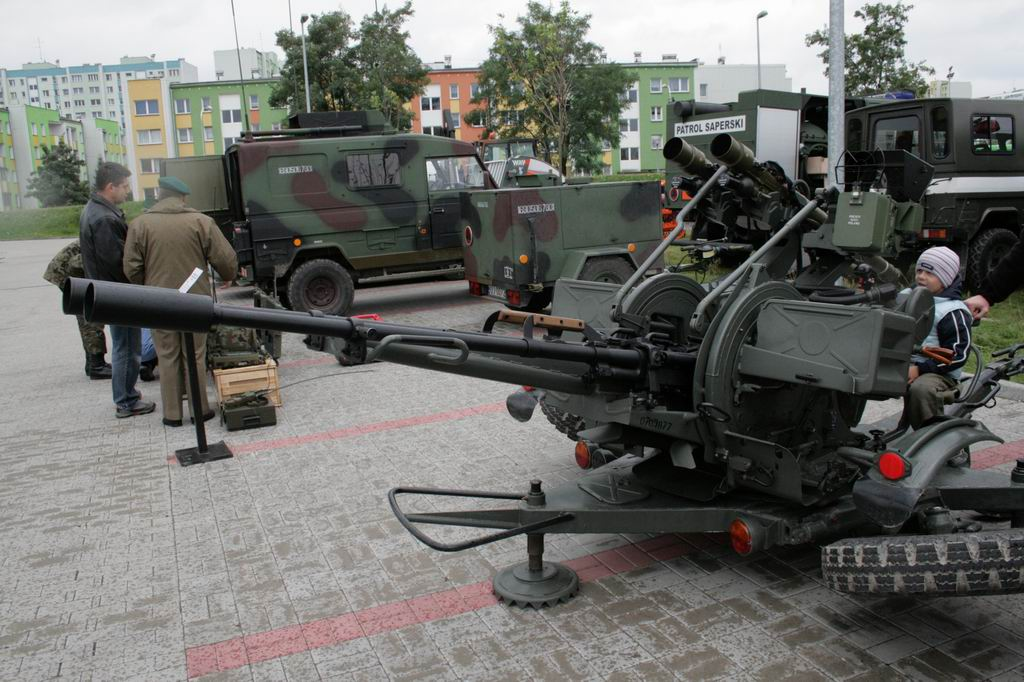
ZU-23-2

## Dowódcy dywizjonu
- ppłk mgr inż. Mariusz Zagdański (2011–2017)
- ppłk Paweł Grabowiec (2017–2020)
- ppłk Krzysztof Łuczak (od 2020-2021)
- ppłk Andrzej Kaczmarzyk (2021-2023)
- ppłk mgr inż. Daniel Wasiłek (od 2023)